# كلك عزيز أباد (باتشة لك الشرقي)
کلك عزیز أباد (بالفارسية: کلک عزیزآباد) هي قرية تقع في إيران في قسم باتشة لك الشرقي الریفي.